# Laurent Cayrel
Laurent Cayrel, né le 9 juillet 1950 à Bordeaux, est un haut fonctionnaire français, nommé inspecteur général de l'administration le 14 mai 2009.
Il a pour épouse Sophie Fady-Cayrel, administratrice de la ville de Paris Directrice des affaires scolaires. Il a quatre enfants : Élisabeth, Sophie, Clémence et Claire. Laurent Cayrel est Officier de la Légion d'honneur, Chevalier de l'Ordre National du Mérite, Officier des Palmes académiques et Officier du Mérite agricole.

## Biographie
Laurent Jacques Hubert Cayrel fait ses études à la Faculté de droit et à l'Institut d'études politiques de Bordeaux. Titulaire d'une maîtrise de droit public, il devient pendant cinq ans, de 1976 à 1981, attaché d'administration centrale au ministère de l'Économie et des Finances, avant d'intégrer l'École nationale d'administration (Promotion "Solidarité"). Il en sort en 1983.
- 1983 : Administrateur civil au ministère de l'Intérieur et de la Décentralisation
- 1983-1985 : Sous-préfet, Directeur du cabinet du commissaire de la République de la Savoie
- 1985-1988 : Commissaire adjoint de la République de l'arrondissement de Condom
- 1988-1991 : Chargé de mission au secrétariat général pour les affaires régionales de Midi-Pyrénées
- 1991-1993 : Sous-préfet de Narbonne
- 1993 : Sous-préfet, chargé de mission auprès du préfet de la région Lorraine, Préfet de la Moselle
- 1993-1994 : Secrétaire général pour les affaires régionales de Lorraine
- 1994-1997 : Secrétaire général de la Nouvelle-Calédonie
- 1997-2000 : Secrétaire général de la préfecture de la Loire-Atlantique
- 2000-2002 : Préfet du Jura
- 2002-2005 : Directeur des stages à l'ENA
- 2005-2006 : Préfet de La Réunion. Laurent Cayrel a été en première ligne face au chikungunya, face à l’éboulement dramatique sur la route du littoral et face à la tempête Diwa. Il se serait montré dans un premier temps excessivement optimiste sur la situation face à cette épidémie[2]  Les difficultés de la gestion de la crise du chikungunya ont fait l'objet d'un rapport parlementaire[3] mettant notamment en évidence l'absence de compétences juridiques du préfet pour piloter l'ensemble des éléments de la crise [4]
- 2006-2009 : Préfet du Morbihan, jusqu'en juin 2009[5].
- 2009-2012 : Inspecteur général de l'administration.
- 24 octobre 2012- 30 septembre 2014 : Préfet du Var.
- 1er octobre 2014-31 décembre 2015 : Préfet de la région Limousin et de la Haute-Vienne.
- 1er janvier 2016: Préfet conseiller du gouvernement. Directeur du pôle territorial au Commissariat général à l'investissement (CGI) auprès du Premier Ministre.
- 4 février 2019: Directeur des relations institutionnelles de France Énergie Éolienne ( FEE).

## Récompenses et distinctions

### Décorations
- Officier de la Légion d'honneur Il est fait chevalier le 13 juillet 2000[6], puis est promu officier le 12 juillet 2013[7].